# 苯膦酸
苯膦酸是一种有机磷化合物，化学式为C6H7O3P。

## 制备
苯膦酸可由苯基磷酰二氯水解制得。

## 性质
苯膦酸可以和锆盐的溶液反应，生成苯膦酸锆沉淀。